# Kinkanga
Kinkanga, o també Kinkanga a Mvika o cada de Nsundi, va ser un kanda reial creat pel rei Pedro II, qui governà el regne del Congo de 1622 a 1631. Mentre el rei Pedro II (qui governà el 1622–24) i el seu fill Garcia I (regnà el 1624–1626) van ser els únics membres de la facció o kanda que governaren, va conservar membres poderosos a les divisions provincials en la dècada de 1650 fins a la seva destrucció en els anys 1670. Malgrat aquesta pèrdua de protagonisme, van ser recordats amb tradició i evocats en un proverbi, encara vigent en els anys vint: Nkutama a mvila za makanda "Kinlaza, Kimpanzu ye Kinlaza makukwa matatu malambila Kongo" (Kinkanga, Kimpanzu i Kinlaza són les tres pedres sobre les quals es va cuinar a Congo)

## El candidat de compromís
Des de 1567, la dinastia Kwilu havia governat el Congo. Quan el seu rei, Álvaro III, va morir el 1622, no tenia cap hereu de prou edat per assumir el tron. Els electors van decidir concedir el tron a Pedro II Nkanga a Mvika, el duc de Mbamba. En els documents portuguesos, la casa dominant del rei Pere II es diu Nsundi pel duc ducat on governava el pare del rei fundador. La línia de reis de la casa de Kwilu pràcticament va acabar durant la nit (Ambrósio I va ser l'única excepció de 1626 a 1631).

## Trencament amb Portugal
L'ascensió de la Casa de Nsundi va significar el final del que s'havia convertit en una tènue relació entre el Congo i Portugal. Els antics aliats havien quedat fora dels drets d'esclavitud i comerç cap a finals del segle xvi. L'ambiciós governador de la colònia portuguesa de Luanda va afirmar que el rei havia donat asil als esclaus fugitius mentre era duc de Mbamba. A més, també va reclamar el dret a nomenar reis del Congo. Això va portar a una invasió portuguesa del Congo el mateix any de l'ascens del rei Pedro II. El càlcul erroni dels portuguesos va fer que el rei liderés una força que va aixafar la invasió a la batalla de Mbandi Kasi.

## Diplomàcia amb els holandesos
Després de la desastrosa guerra, els portuguesos van buscar la pau amb la Casa de Nsundi i la calma va ser restaurada durant un temps. Mentrestant, Pedro II tenia plans per eliminar completament els portuguesos de la seva regió i va buscar assistència holandesa per aquest objectiu. Seria una altra casa governant, però, qui duria a la pràctica aquests plans.

## Garcia I
Garcia va succeir al seu pare com a cap de la casa el 1624, però quan va ser enderrocat per Manuel Jordão, duc de Nsundi el 1626, i va fugir a Soyo. Allà va estar protegit pel comte Paulo de Soyo durant molts anys, ja que havia estat nomenat per Pedro II. Com a resultat, Soyo va establir un vincle íntim amb la casa. Un nombre d'altres nomenats per Pedro II o Garcia van romandre a les seves oficines, fins i tot quan altres cases governaven el Congo. El 1656, els membres de la casa que ocupaven el càrrec a São Salvador i el marquès de Mpemba van intentar enderrocar Garcia II, però van ser derrotats i la Kanda va ser destruïda com a entitat separada en 1678.